# Joubert Araújo Martins
Joubert Araújo Martins, noto anche con lo pseudonimo di Beto (Cuiabá, 7 gennaio 1975), è un ex calciatore brasiliano, di ruolo centrocampista.

## Biografia
Il 12 aprile 2020, suo figlio 23enne venne assassinato in una sparatoria.

## Carriera

### Club
Ha vestito le maglie di Botafogo, Napoli (4 gol in 22 partite nella stagione 1996-1997), dopo il quale ebbe una forte forma di "saudade", ovvero la nostalgia che colpiva i calciatori brasiliani, Grêmio, Flamengo, San Paolo, Fluminense, Consadole Sapporo, Sanfrecce Hiroshima, Itumbiara e Brasiliense.
In seguito ha militato nelle serie minori brasiliane nella squadra CFZ Imbituba Futebol Clube.

### Nazionale
Nella Nazionale di calcio brasiliana ha disputato 13 partite (segnando 2 reti) ed ha partecipato a due edizioni della Copa América (nel 1995 e la vittoriosa spedizione del 1999).
Alla Copa América del 1995 gioca 2 partite; mentre alla vittoriosa spedizione del 1999 gioca 3 partite.

## Statistiche

### Cronologia presenze e reti in nazionale
| Cronologia completa delle presenze e delle reti in nazionale ― Brasile | Cronologia completa delle presenze e delle reti in nazionale ― Brasile | Cronologia completa delle presenze e delle reti in nazionale ― Brasile | Cronologia completa delle presenze e delle reti in nazionale ― Brasile | Cronologia completa delle presenze e delle reti in nazionale ― Brasile | Cronologia completa delle presenze e delle reti in nazionale ― Brasile | Cronologia completa delle presenze e delle reti in nazionale ― Brasile | Cronologia completa delle presenze e delle reti in nazionale ― Brasile |
| Data                                                                   | Città                                                                  | In casa                                                                | Risultato                                                              | Ospiti                                                                 | Competizione                                                           | Reti                                                                   | Note                                                                   |
| ---------------------------------------------------------------------- | ---------------------------------------------------------------------- | ---------------------------------------------------------------------- | ---------------------------------------------------------------------- | ---------------------------------------------------------------------- | ---------------------------------------------------------------------- | ---------------------------------------------------------------------- | ---------------------------------------------------------------------- |
| 20-7-1995                                                              | Maldonado                                                              | Brasile                                                                | 1 – 0                                                                  | Stati Uniti                                                            | Coppa America 1995 - Semifinale                                        | -                                                                      | 29’                                                                    |
| 23-7-1995                                                              | Montevideo                                                             | Uruguay                                                                | 1 – 1 dts (5 - 3 dtr)                                                  | Brasile                                                                | Coppa America 1995 - Finale                                            | -                                                                      | 69’                                                                    |
| 14-1-1996                                                              | Los Angeles                                                            | Brasile                                                                | 5 – 0                                                                  | Honduras                                                               | Gold Cup 1996 - 1º turno                                               | -                                                                      | 77’                                                                    |
| 21-1-1996                                                              | Los Angeles                                                            | Brasile                                                                | 0 – 2                                                                  | Messico                                                                | Gold Cup 1996 - Finale                                                 | -                                                                      | 64’                                                                    |
| 22-5-1996                                                              | Manaus                                                                 | Brasile                                                                | 1 – 1                                                                  | Croazia under 21                                                       | Amichevole                                                             | -                                                                      | 5’                                                                     |
| 6-7-1999                                                               | Ciudad del Este                                                        | Brasile                                                                | 1 – 0                                                                  | Cile                                                                   | Coppa America 1999 - 1º turno                                          | -                                                                      | 16’                                                                    |
| 11-7-1999                                                              | Ciudad del Este                                                        | Brasile                                                                | 2 – 1                                                                  | Argentina                                                              | Coppa America 1999 - Quarti di finale                                  | -                                                                      | 73’                                                                    |
| 14-7-1999                                                              | Ciudad del Este                                                        | Messico                                                                | 0 – 2                                                                  | Brasile                                                                | Coppa America 1999 - Semifinale                                        | -                                                                      | 78’                                                                    |
| 24-7-1999                                                              | Guadalajara                                                            | Brasile                                                                | 4 – 0                                                                  | Germania                                                               | Conf. Cup 1999 - 1º turno                                              | -                                                                      | 82’                                                                    |
| 28-7-1999                                                              | Guadalajara                                                            | Brasile                                                                | 1 – 0                                                                  | Stati Uniti                                                            | Conf. Cup 1999 - 1º turno                                              | -                                                                      | 80’                                                                    |
| 30-7-1999                                                              | Guadalajara                                                            | Nuova Zelanda                                                          | 0 – 2                                                                  | Brasile                                                                | Conf. Cup 1999 - 1º turno                                              | -                                                                      |                                                                        |
| 1-8-1999                                                               | Guadalajara                                                            | Brasile                                                                | 8 – 2                                                                  | Arabia Saudita                                                         | Conf. Cup 1999 - Semifinale                                            | -                                                                      | 72’                                                                    |
| 4-8-1999                                                               | Città del Messico                                                      | Messico                                                                | 4 – 3                                                                  | Brasile                                                                | Conf. Cup 1999 - Finale                                                | -                                                                      | 46’                                                                    |
| Totale                                                                 |                                                                        | Presenze                                                               | 13                                                                     |                                                                        | Reti                                                                   | 0                                                                      |                                                                        |

## Palmarès

### Club

#### Competizioni statali
- Taça Guanabara: 3

Flamengo: 1999, 2001
Vasco da Gama: 2003
- Campionato Carioca: 4

Flamengo: 1999, 2001
Fluminense: 2002
Vasco da Gama: 2003
- Campionato paulista: 1

San Paolo:  2000
- Taça Rio: 2

Vasco da Gama: 2003, 2004
- Campionato Sergipano: 1

Confiança: 2009

#### Competizioni nazionali
- Coppa dei Campioni brasiliana: 1

Flamengo: 2001

#### Competizioni internazionali
- Coppa Mercosur: 1

Flamengo: 1999

### Nazionale
- Coppa America: 1

1999